# Hêndrio Araújo
Hêndrio Araújo da Silva, noto semplicemente come Hêndrio Araújo (16 maggio 1994), è un calciatore brasiliano, attaccante dell'Hà Nội.

## Caratteristiche tecniche
È un'ala sinistra.

## Carriera
Ha esordito fra i professionisti il 22 febbraio 2015 disputando con la maglia del Sioni Bolnisi l'incontro di Erovnuli Liga perso 2-0 contro il Chik. Sachkhere.

## Palmarès

### Club

#### Competizioni nazionali
- Campionato vietnamita: 1

Nam Định: 2023-2024